# Illa dels Cangurs
L'illa dels Cangurs (en anglès Kangaroo Island) és la tercera illa d'Austràlia, després de Tasmània i de Melville. Està a 112 quilòmetres al sud-oest d'Adelaida, al Golf Saint Vincent. El seu lloc més proper al continent és a 13 quilòmetres de distància. L'illa té 150 km de llargada en el seu punt més llarg i el punt d'amplada més llarg és de 57 km. La seva superfície és de 4.405 km². El seu perímetre de costa és de 540 km. El seu punt més alt respecte al nivell del mar és de 307 m. És separat de la Península de Yorke, al nord-oest, per l'Estret Investigator i del Cap Jervis, al nord-est, pel Backstairs Passage.

## Història
L'Illa Kangaroo fou separada pel territori principal d'Austràlia fa 9000 anys. Es diu que fou ocupat per població s'aborígens australians fa 11.000 anys però es suposa que es van extingir vers l'any 200 dC. Hi ha teories que indiquen que la causa fou el canvi climàtic, l'èxode o desastres naturals.
El 1802 l'explorador anglès Matthew Flinders va anomenar l'illa amb el nom de l'Illa del Cangur. Poc després, l'explorador francès Nicolas Baudin va fer els mapes de la majoria de l'illa (per això molts topònims són francesos). Tot i que els francesos i els anglesos, en aquella època, estaven en guerra, els dos exploradors es van trobar i van col·laborar pacíficament. Ambdós es van assentar a prop d'una font d'aigua dolça que hi ha a on actualment hi ha la població de Penneshaw.
Una comunitat de mariners no oficials i altra gent es va assentar a l'Illa Kangaroo des del 1802 fins a l'assentament oficial de l'Austràlia Meridional, el 1836. Els mariners eren moltes dones aborígens de Tasmània i homes de l'illa principal d'Austràlia El primer vaixell que va arribar-hi fou el Duke of York, comandat pel capità Robert Clark Morgan (1798-1864).

## Poblacions
- Kingscote (1692 habitants - 2006[5]) és la ciutat més gran de l'Illa Kangaroo. Es va establir el 1836 a Reeves Point i és el primer assentament de l'autoritat d'Austràlia Meridional.
- Penneshaw (330 habitants)[6] és la segona població en nombre d'habitants. És al nord de la Península Dudley, a l'est de l'illa. És a el lloc del terminal del ferri que acosta l'illa al continent.
- Parndana té uns 150 habitants. Al poble hi va haver un centre de recerca entre els 1940 i 1950 sobre la viabilitat de l'agricultura a la zona.
- American River té uns 120 habitants.

## Població i economia
Segons el cens del 2006, l'illa té una població de 4.259 habitants. La població és envellida, ja que molts joves van a viure al continent australià.
L'economia és sobretot agrària (vi, mel, llana, carn i gra). L'ovella és clau a l'economia de l'illa, tot i que més recentment s'ha introduït una major diversificació: patates i colza. El turisme i la pesca també juguen rols significants. L'illa rep uns 186.000 visitants cada any.
L'illa Kangaroo té l'única destil·leria d'oli d'eucaliptus amb l'espècie endèmica d'Eucalyptus cneorifolia.
L'illa té 28 productors vinícoles. Les primeres vinyes foren plantades a Eastern Cove el 1976 i el primer vi es va produir el 1982. El vi de l'illa és el primer vi que és 100% de la regió.
S'ha plantat 19000 hectàrees amb l'espècie d'eucaliptus Blue Gum però encara se'n desconeix la seva productivitat.
L'illa Kangaroo també és coneguda per les seves abelles provinents d'Itàlia (Ligúria i la seva mel. La invasió de les abelles italianes han posat en perill les abelles endèmiques.

## Govern local
El Kangaroo Island Council és el govern local de tota l'illa. Fou format el 1996 amb la unió de diversos districtes locals anteriors. L'alcalde de l'illa és Michael Pengilly.
El 2005 es va considerar que el consell de l'illa era insostenible per ell mateix, degut a la seva enorme superfície, el baix nombre d'habitants i l'alt nombre de visitants turístics i el 2010 es va aprovar un pla financer.
El 13 de maig del 2010 s'autoritzà un nou pla de desenvolupament.

## Transport marítim

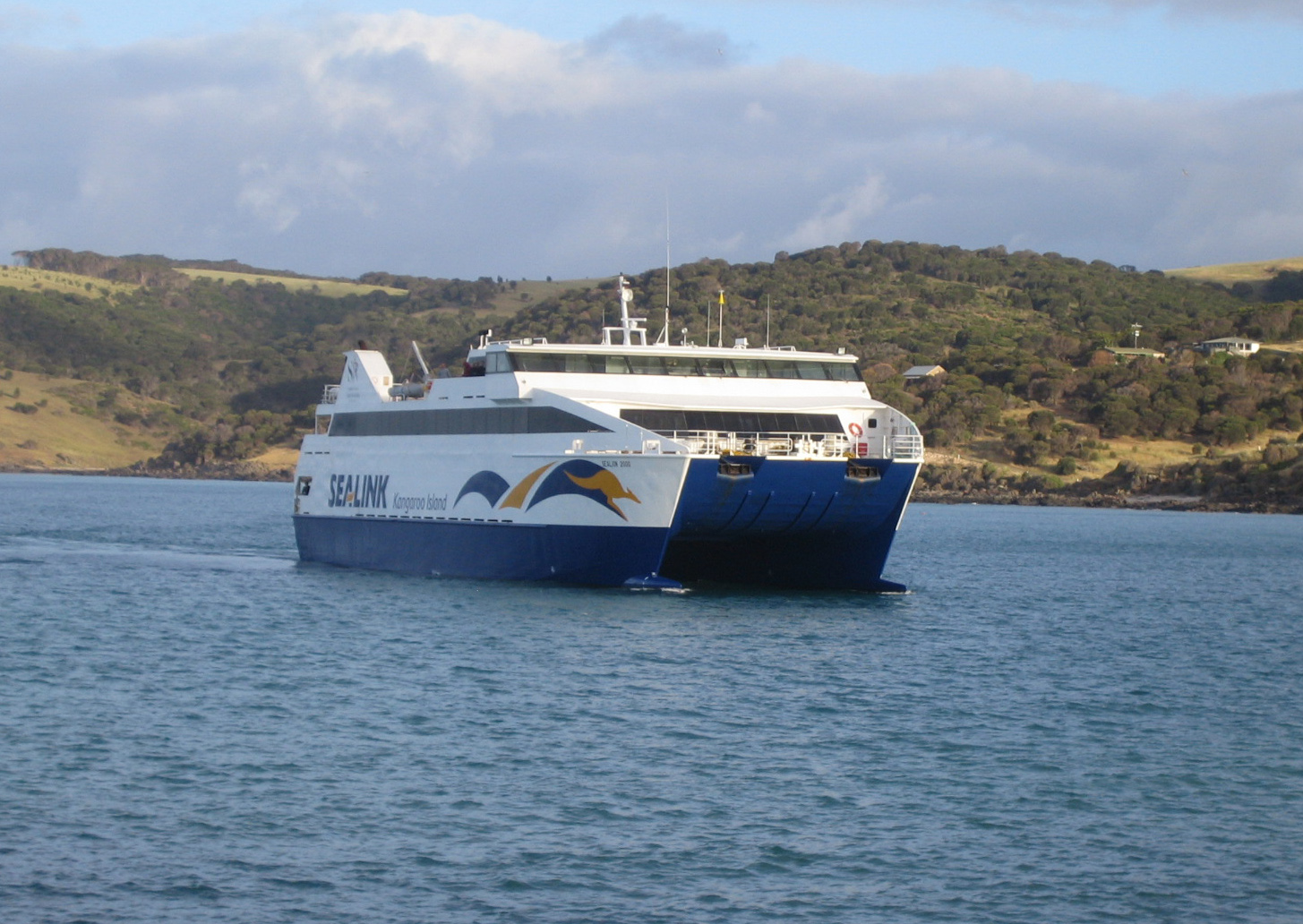
El Sealink 2000 arribant a Penneshaw

Des de 1907 fins al 1961, Karatta feu el primer servei que operava entre Port Adelaide i Kingscote.
Posteriorment continuà el servei M.V. Troubridge, que uní l'illa amb el Port d'Adelaide i Port Lincoln. Aquest va operar fins al juny del 1987, quan fou reemplaçat per l'Island Seawai Aquest fou molt criticat perquè no podia travessar el Backstairs Passage i perquè es van morir setanta-cinc ovelles en el seu viatge inaugural perquè es van enverinar amb monòxid de carboni.
El 1980 també va començar a operar Kangaroo Island SeaLink que va començar a operar com a transbordador entre Cape Jervis i Penneshaw. Altres companyies han ofert el servei.

## Transport aeri
Guinea Airways va operar el primer servei comercial a l'Illa Kangaroo. Va començar-lo a la dècada dels trenta del segle xx. El 1959 la companyia fou adquirida per Airlines of South Australia (ASA), una companyia subsidiària d'Ansett Australia. L'últim servei d'aquesta fins a l'illa fou el 1986.
Després, una altra subsidiària d'Ansett Australia, Kendell Airlines va operar el servei fins al 2002, quan Regional Express va continuar el seu servei.
A part de la companyia principal que operava a l'illa, hi ha hagut altres petites companyies que també hi han volat. Entre elles, s'ha de destacar Emu Airways, Air Kangaroo Island, Lloyd Aviation, Commodore Airlines i QantasLink. Entre el 2007 i el 2009 també hi va volar Air South

## Vida natural i la seva protecció

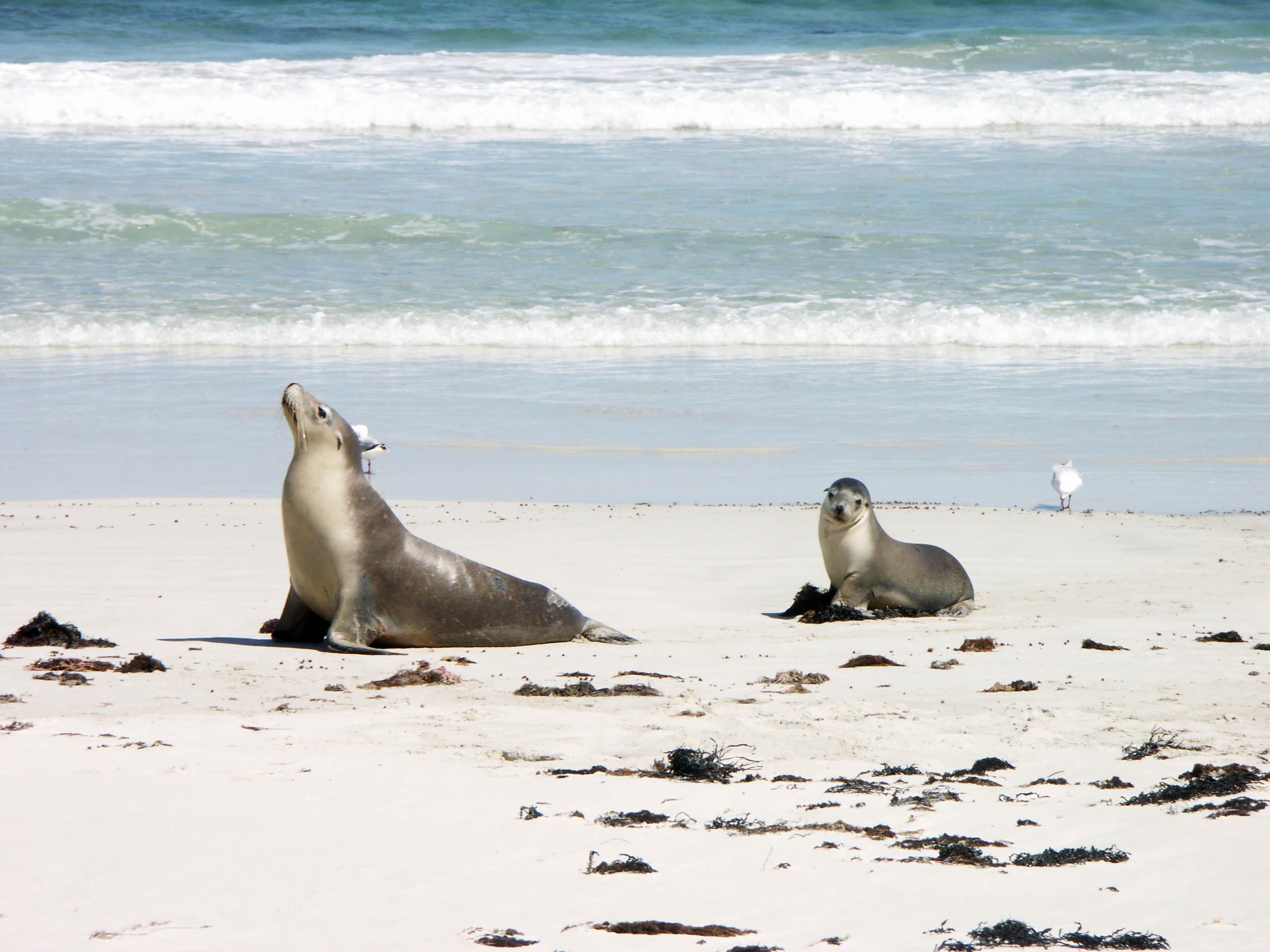
Lleó marí australià a la Badia de Seal

Més de la meitat de l'illa mai ha estat netejat de vegetació i un quart de la mateixa està declarat com parc nacional, parcs de conservació i hi ha cinc Zones de Protecció de la Vida Salvatge. Les principals zones protegides són:
- Parc Nacional Flinders Chase.d
- Seal Bay Conservation Park.
- Cape Gantheaume Conservation Park
- Cape Bouguer Wilderness Protection Area.
- Ravine des Casoars Wilderness Protection Area.

Està prohibit introduir espècies animals de fora. Algunes espècies nadiues són: el cangur gris occidental de l'illa Kangaroo, el bàndicut bru meridional, el ualabi tammar, el pòssum comú, l'equidna de musell curt i l'ós marí de Nova Zelanda, així com sis espècies de ratpenat i d'anur. L'única espècie d'animal vertebrat endèmic és un petit marsupial carnívor anomenat ratolí marsupial d'Aitken. L'illa Kangaroo va tenir una espècie nadiua d'emú, l'emú de l'illa Kangaroo que es va extingir entre el 1802 i l'assentament europeu oficial, el 1836.
El coala, l'uta comú i l'ornitorrinc són animals introduïts a l'illa i que encara sobreviuen. Els coales introduïts s'han expansionat a l'illa, fins al punt que el seu menjar preferit, l'eucalyptus viminalis hi està en perill d'extinció. L'home intenta evitar-ho amb la disminució de la població de coales.

## Ocells
L'illa Kangaroo és l'últim refugi de l'Austràlia Meridional de l'ocell calyptorhynchus lathami, en perill d'extinció.
Els ocells que hi ha a l'illa de Kangaroo són:

### Emús
- Emú (introduït)
- Emú de Baudin (extint)

### Megapòdid
- Talègol cap-roig (introduït)

### Ocells de caça
- Stubble Quail
- Brown Quail
- Paó (introduït)

### anàtids
- Oxyura australis
- Biziura lobata
- Stictonetta naevosa
- Cigne negre
- Cereopsis novaehollandiae
- Tadorna tadornoides
- Chenonetta jubata
- Anas superciliosa
- Anas rhynchotis (introduït)
- Anas gracilis (introduït)
- Anas castanea
- Xarrasclet (migra a aquí per a reproduir-se)
- Malacorhynchus membranaceus
- Aythya australis (introduït)

### Podicipediforme
- Tachybaptus novaehollandiae
- Poliocephalus poliocephalus
- Cabussó emplomallat (a sub-espècies)

### Pingüins
- Eudyptes pachyrhynchus (introduït)
- Eudyptula minor

### Pelecanòidids
- Pelecanoides urinatrix (migra a aquí per reproduir-se)

### Petrells ibaldrigues
- Macronectes giganteus
- Macronectes halli
- Fulmarus glacialoides (migraa aquí per a reproduir-se)
- Daption capense (migra a aquí per a reproduir-se)
- Petrell de Kerguelen (introduït)
- Pterodroma macroptera (introduït)
- Pterodroma lessonii (introduït)
- Halobaena caerulea
- Pachyptila vittata (introduït)
- Pachyptila salvini (introduït)
- Pachyptila desolata
- Pachyptila belcheri
- Pachyptila turtur
- Procellaria aequinoctialis
- Procellaria cinerea
- Puffinus carneipes
- Puffinus tenuirostris (migra a aquí per a reproduir-se)
- Puffinus gavia (introduït)
- Puffinus huttoni

### Albatros
- Albatros viatger (una sub-espècie)
- Diomedea sanfordi (introduït)
- Albatros cellanegre (una sub-espècie)
- Thalassarche cauta (migra a aquí per a reproduir-se)
- Albatros de cap gris
- Albatros de nas groc
- Phoebetria fusca
- Phoebetria palpebrata

### Hidrobàtids
- Wilson's Storm-petrel (migra a aquí per a reproduir-se)
- White-faced Storm-petrel

### Faetó
- Red-tailed Tropicbird

### Morus
- Australasian Gannet

### Anhinga
- Anhinga

### Corb marí
- Little Pied Cormorant (migra a aquí per a reproduir-se)
- Black-faced Cormorant
- Pied Cormorant (introduït)
- Little Black Cormorant
- Corb marí gros (una sub-espècie)

### Pelicà
- Australasian Pelican

### Ardèidsi afins
- White-faced Heron
- Martinet blanc
- Eastern Reef Egret
- White-necked Heron
- Agró blanc (una sub-espècie)
- Esplugabous (una sub-espècie)
- Nankeen Night Heron
- Australasian Bittern

### IbisiPlatalea
- Capó reial
- Australian White Ibis
- Straw-necked Ibis
- Royal Spoonbill
- Yellow-billed Spoonbill (introduït)

### Falcói semblants
- Black-shouldered Kite
- Letter-winged Kite (una sub-espècie)
- Square-tailed Kite (una sub-espècie)
- Milà negre (una sub-espècie)
- Whistling Kite
- White-bellied Sea-eagle (una sub-espècie)
- Spotted Harrier (introduït)
- Swamp Harrier
- Brown Goshawk
- Collared Sparrowhawk
- Wedge-tailed Eagle
- Little Eagle

### Àguila peixatera
- Àguila peixatera (una sub-espècie)

### Falcó
- Brown Falcon (una sub-espècie)
- Australian Hobby
- Black Falcon (introduit)
- Falcó pelegrí (extingit a Australia)
- Nankeen Kestrel

### Grúids
- Brolga

### Ràl·lid
- Buff-banded Rail
- Lewin's Rail
- Picardona
- Australian Spotted Crake
- Spotless Crake
- Polla blava
- Dusky Moorhen
- Black-tailed Native-hen
- Fotja vulgar

### Turnícid
- Painted Buttonquail

### escolopàcidsi afins
- Latham's Snipe
- Tètol cuanegre
- Bar-tailed Godwit
- Whimbrel
- Eastern Curlew
- Marsh Sandpiper
- Common Greenshank
- Wood Sandpiper
- Terek Sandpiper
- Xivitona vulgar
- Grey-tailed Tattler
- Picaplatges
- Red Knot
- Territ de tres dits
- Red-necked Stint
- Long-toed Stint
- Pectoral Sandpiper
- Sharp-tailed Sandpiper
- Curlew Sandpiper

### Rostratulidae
- Australian Painted Snipe (introduit)

### Torlit
- Bush Stone-curlew (introduit)

### Hematopòdid
- Pied Oystercatcher
- Sooty Oystercatcher

### Avocets ixanca
- Camallarga (una sub-espècie)
- Banded Stilt (migra a aquí per a reproduir-se i hi passa l'hivern)
- Red-necked Avocet

### Plovers
- Pacific Golden Plover
- Pigre gris
- Red-capped Plover
- Double-banded Plover
- Lesser Sand Plover
- Greater Sand Plover
- Black-fronted Dotterel
- Hooded Plover
- Red-kneed Dotterel
- Banded Lapwing
- Masked Lapwing

### Estercoràrid
- Antarctic Skua (introduït)
- Arctic Skua (introduït)
- Pomarine Skua (introduït)

### Gavina
- Pacific Gull
- Kelp Gull (sub-espècie)
- Silver Gull

### Estèrnid
- Curroc
- Caspian Tern
- Crested Tern
- White-fronted Tern
- Xatrac comú
- Fairy Tern
- Sooty Tern
- Fumarell carablanc

### Colúmbids
- Colom
- Spotted Dove
- Common Bronzewing
- Brush Bronzewing
- Crested Pigeon

### Cacatua
- Glossy Black Cockatoo
- Yellow-tailed Black Cockatoo
- Gang-gang Cockatoo
- Galah
- Little Corella
- Sulphur-crested Cockatoo

### Lloro
- Rainbow Lorikeet
- Purple-crowned Lorikeet
- Crimson Rosella
- Periquito
- Elegant Parrot
- Rock Parrot

### Cucúlid
- Pallid Cuckoo
- Fan-tailed Cuckoo
- Horsfield's Bronze-cuckoo
- Shining Bronze-cuckoo

### Òliba
- Òliva (sub-espècie)

### Estrigiforme
- Southern Boobook

### Podàrgid
- Tawny Frogmouth

### Caprimúlgid
- Spotted Nightjar

### Egotèlid
- Australian Owlet-nightjar

### Apòdid
- White-throated Needletail (migra per a passar l'hivern)
- Fork-tailed Swift (migra per a reproduir-se)

### Alcedínids
- Laughing Kookaburra (introduit)
- Sacred Kingfisher (sub-espècie)

### Meròpid
- Rainbow Bee-eater

### Coràcid
- Dollarbird (introduit)

### Malúrid
- Superb Fairy-wren
- Southern Emu-wren

### Pardalotidae
- Spotted Pardalote
- Striated Pardalote

### Acanthizai aliats
- White-browed Scrubwren
- Shy Heathwren
- Brown Thornbill
- Yellow Thornbill
- Striated Thornbill

### Menjamel
- Red Wattlebird
- Little Wattlebird
- Spiny-cheeked Honeyeater
- Xanthomyza phrygia
- Singing Honeyeater
- White-eared Honeyeater
- Purple-gaped Honeyeater
- White-plumed Honeyeater
- Brown-headed Honeyeater
- White-naped Honeyeater
- Crescent Honeyeater
- New Holland Honeyeater
- White-fronted Honeyeater
- Tawny-crowned Honeyeater
- Eastern Spinebill

### Epthianura
- Crimson Chat
- White-fronted Chat

### Petròicids
- Scarlet Robin
- Flame Robin

### Cinclosomatidae
- Western Whipbird

### Pachycephalinae
- Golden Whistler
- Grey Shrike-thrush

### Monàrquid
- Satin Flycatcher
- Restless Flycatcher

### Corcoràcid
- Magpie-lark

### Ripidúrid
- Grey Fantail
- Willie Wagtail

### Drongo
- Spangled Drongo

### Campefàgid
- Black-faced Cuckooshrike

### Artamidae
- Masked Woodswallow
- White-browed Woodswallow
- Black-faced Woodswallow
- Dusky Woodswallow

### Cracticus
- Australian Magpie
- Grey Currawong

### Corvus
- Australian Raven
- Little Raven

### Alàudid
- Singing Bushlark
- Alosa vulgar

### AnthusiCuereta
- Australian Pipit

### Passèrid
- Pardal

### Estríldidi aliats
- Red-browed Finch
- Beautiful Firetail

### Fringíl·lid
- Goldfinch (introduït)

### Hirundínid
- Welcome Swallow
- Tree Martin
- Fairy Martin

### Sílvid
- Australian Reed Warbler
- Little Grassbird
- Brown Songlark

### Zosteròpid
- Silvereye (sub-espècie)

### Túrdid
- Bassian Thrush(sub-espècie)
- Merla (introduïd)

### Estúrnid
- Estornell vulgar (introduït)

## Incendis

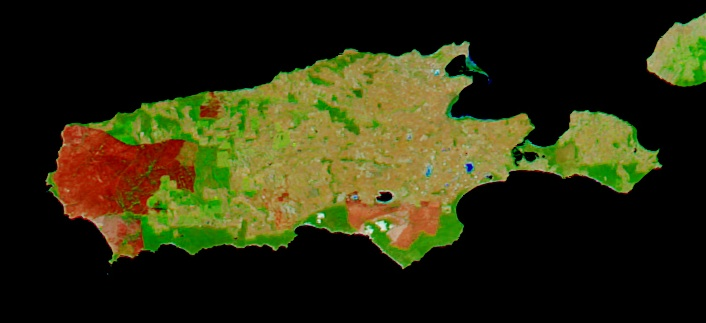
Mapa satèl·lit sobre les zones cremades

El 6 de desembre del 2007, els llamps van causar molts focs a l'illa. Aquests van afectar un 20% de l'illa. El més important va cremar 630 km² a Flinders Chase (el 85% del Parc Nacional).

## Turisme

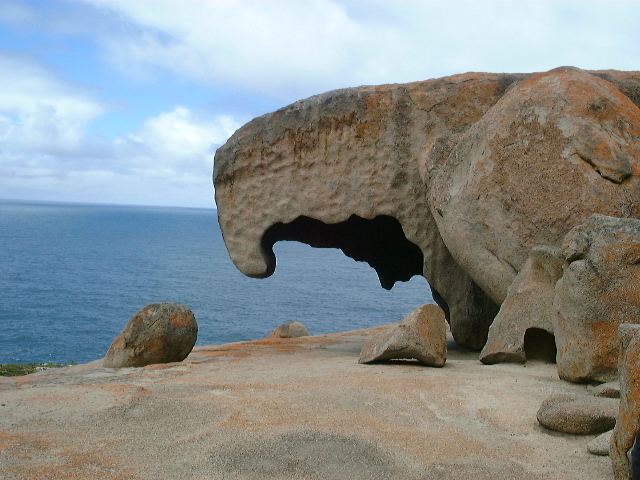
Remarkable Rocks

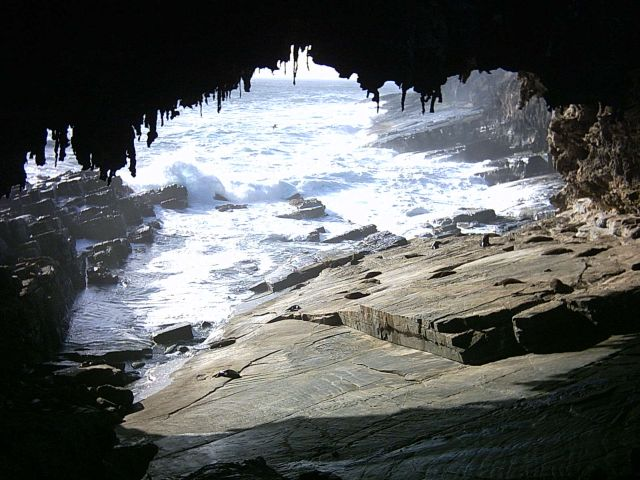
Admiral's Arch

L'Illa Kangaroo és una de les atraccions turístiques més importants d'Austràlia Meridional i atreuen prop de 140.000 persones cada any. Rep molts visitants estrangers, sobretot europeus (són més del 25% dels visitants). Algunes de les atraccions turístiques més populars són:
- Seal Bay Conservation Park, amb passejos guiats per a veure el lleó marí.
- Parc Nacional Flinders Chase, amb els Remarkable Rocks, Admiral's Arch, Cape Borda i Cape du Couedic. Té zones de senderisme i de càmping.
- Cape Willoughby.
- Coves Kelly Hill.
- Little Sahara, amb dunes d'arena al sud de l'illa.
- Mount Thisby (oficialment anomenat Prospect Hill el 2002). Té un punt de visió de 360° de tota l'illa.
- Llacuna Murray. Amb molts ocells aquàtics.
- Parndana Wildlife Park.
- Kangaroo Island Penguin Centre, a Kingscote.

## Vaixells accidentats i fars

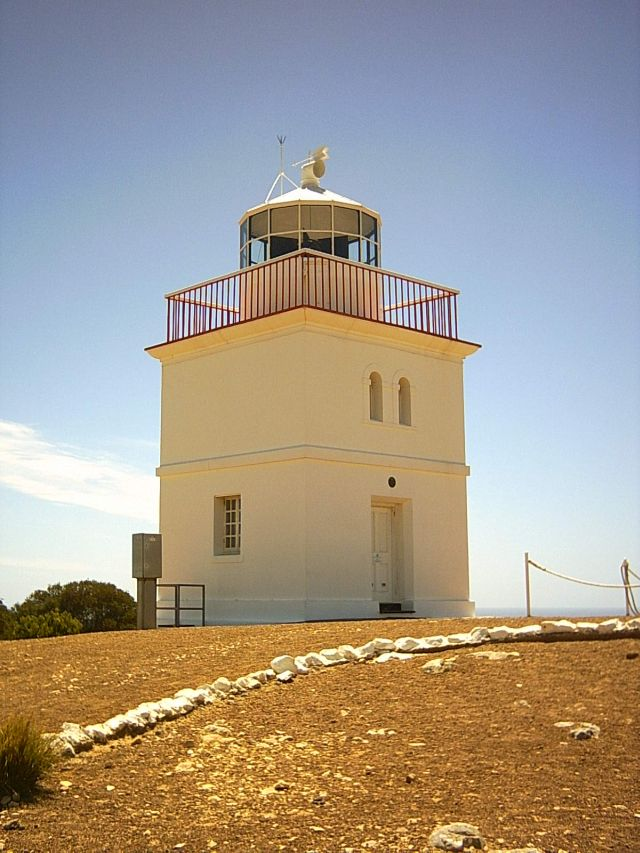
Far de Cape Borda

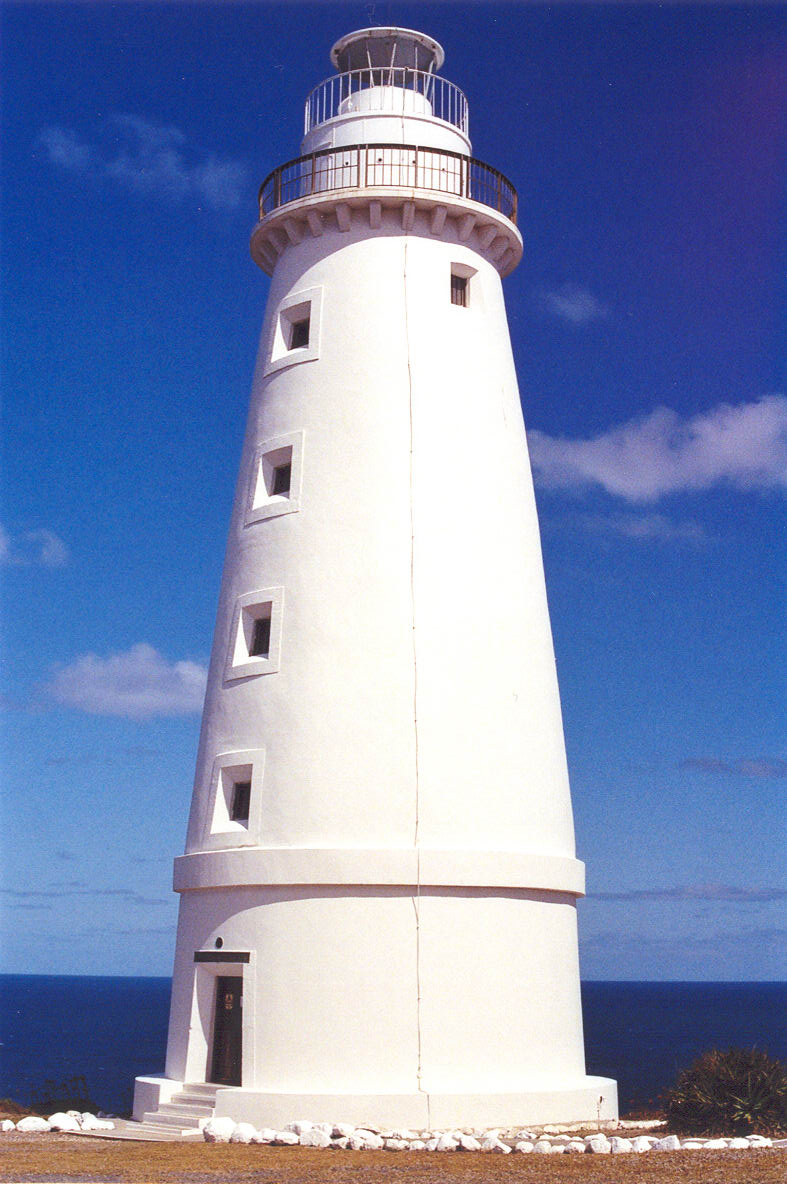
Far de Cape Willoughby

Molts vaixells s'han accidentat a costa de l'illa Kangaroo. Per exemple, el 20 de març del 1935 es va enfonsar el Portland Maru. L'accident més greu va passar el 24 d'abril del 1899 quan el Loch Sloy es va enfonsar i van morir 30 persones. 28 persones van morir a West Bay el setembre del 1905 quan es va enfonsar el Loch Vennachar
El primer far d'Austràlia Meridional es va construir al Cape Willoughby el 1852. El 1858 es va construir el far del Cap Borda i el 1906 fou erigit el far del Cap del Couedic. Tots els fars en l'actualitat encara són utilitzats.

## Estil de vida

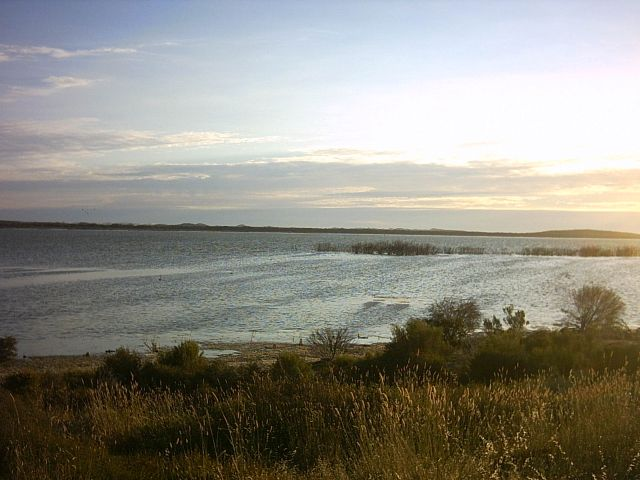
Murray Lagoon

És possible de nadar amb seguretat a les platges del nord. La costa sud és perillosa i només és possible per a nadadors experimentats.
L'illa Kangaroo té moltes competicions esportives organitzades: futbol australià (té una lliga a l'illa), criquet, dards, kart, bowls, vela esportiva, netball, softbol, esquaix i tennis.

## Clima
L'hivern, entre juny i setembre són secs i lleus; els estius són secs i calorosos. Temperat per l'oceà, sobretot a la costa, la temperatura màxima rarament assoleix els 35 °C. A l'agost les temperatures oscil·len entre els 13º i 16º i el febrer, el mes més càlid, entre 20º i 25º. L'illa rep dos terços de les precipitacions anuals entre el maig i el setembre. El mes més humit és el juliol.